# Charta 08
Charta 08 (in cinese 零八宪章) è un manifesto sottoscritto il 10 dicembre 2008 (60º anniversario della Dichiarazione universale dei diritti dell'uomo) e pubblicato online da 303 intellettuali ed attivisti per i diritti umani cinesi, allo scopo di promuovere una serie di riforme politiche volte alla democratizzazione della Repubblica popolare cinese.
Il nome è tratto dalla famosa Charta 77, documento redatto dai dissidenti cecoslovacchi negli anni settanta.
Promotore e coordinatore è stato lo scrittore Liu Xiaobo.

Dopo la sua pubblicazione, più di 8.100 persone, di varie estrazioni sociali ed origini etniche, hanno firmato la carta.

## Le richieste
I primi firmatari del documento sono state 303 persone, che hanno sfidato il rischio di essere immediatamente arrestate. I firmatari erano note personalità della cultura, tra cui avvocati, un blogger tibetano e Bao Tong, ex funzionario del Partito Comunista Cinese.
La Carta contiene la richiesta di 19 riforme, da attuarsi per migliorare il rispetto dei diritti umani in Cina, che vanno dal funzionamento della giustizia alla libertà di associazione, all'introduzione del pluripartitismo. Nel documento si legge: «I conflitti sociali di tutti i tipi si vanno accumulando e il malcontento è sensibilmente aumentato». E ancora: «Il potere si è ripiegato su se stesso al punto che il cambiamento non può più essere evitato». «La Cina oggi rimane l'unico grande paese guidato da un regime autoritario, responsabile di numerose violazioni dei diritti umani». «La situazione deve cambiare! Le riforme politiche democratiche non possono più aspettare.»
Le richieste specifiche riguardano:
1. Modifiche in senso democratico alla Costituzione della Repubblica popolare cinese;
2. Separazione dei poteri;
3. Democraticizzazione del potere legislativo;
4. Indipendenza del potere giudiziario;
5. Possibilità per i cittadini di controllare l'operato degli amministratori;
6. Rispetto dei diritti umani;
7. Elezione (dal basso) e non più nomina (dall'alto) dei funzionari pubblici;
8. Equilibrio tra ambiente urbano ed ambiente rurale;
9. Libertà di associazione;
10. Liberta di riunione;
11. Libertà di espressione;
12. Libertà di religione;
13. Educazione civica;
14. Tutela della proprietà privata;
15. Riforma del sistema fiscale e tributario;
16. Sicurezza sociale;
17. Protezione dell'ambiente;
18. Passaggio alla repubblica federale;

## Valori universari fondamentali
- Libertà: la libertà è il nucleo stesso dei valori umani universali. Libertà di parola, libertà di stampa, libertà di riunione, libertà di associazione, libertà di residenza, libertà di sciopero, di manifestazione, di protesta: sono alcune delle forme che può assumere la libertà. Senza libertà la Cina resterà sempre lontana dagli ideali del mondo civile;
- Diritti umani: i diritti umani non sono una concessione elargita dallo Stato. Ogni persona nasce con il diritto inalienabile alla dignità e alla libertà. L’esistenza dei governi è in funzione della protezione dei diritti umani dei cittadini. L’esercizio del potere dello Stato deve essere autorizzato dal popolo. La serie di fallimenti politici che caratterizza la storia recente della Cina è una conseguenza diretta del disprezzo del regime attuale per i diritti umani;
- Uguaglianza=: l'integrità, dignità e libertà di ciascuno – a prescindere da posizione sociale, occupazione, genere, condizione economica, etnia, colore della pelle, religione o fede politica – sono le stesse di chiunque altro. È necessario sostenere i princìpi dell’uguaglianza davanti alla legge e dell’uguaglianza dei diritti sociali, economici, culturali, civili e politici;
- Repubblicanesimo: il repubblicanesimo, che auspica una divisione equilibrata dei diversi poteri governativi e richiede che si servano interessi diversi e concorrenziali[non chiaro], si richiama al tradizionale ideale politico cinese della «giustizia per tutti sotto il cielo». Significa consentire ai diversi gruppi di interessi ed alle diverse organizzazioni sociali, nonché a tutte le persone con le più svariate culture e convinzioni, di esercitare un autogoverno democratico e di deliberare al fine di conseguire una risoluzione pacifica dei problemi del paese, sulla base di un accesso paritario al governo e di una competizione libera ed equa;
- Democrazia: i princìpi basilari della democrazia affermano che il popolo è sovrano e che il popolo sceglie il proprio governo. La democrazia presenta le seguenti caratteristiche: 1) il potere politico inizia con il popolo e la legittimità di ogni regime deriva dal popolo; 2) il potere politico si esercita attraverso le scelte operate dal popolo; 3) le principali cariche di governo - a tutti i livelli - sono assegnate mediante periodiche elezioni liberamente concorrenziali; 4) pur onorando la volontà della maggioranza, occorre proteggere le dignità fondamentali, la libertà e i diritti umani delle minoranze. In sintesi, la democrazia è uno strumento moderno per ottenere un governo che sia veramente «del popolo, dal popolo e per il popolo»;
- Governo costituzionale: il governo costituzionale è un governo che opera mediante un sistema legale e seguendo procedure legali per attuare i princìpi enunciati nella Costituzione. Ciò significa proteggere le libertà e i diritti dei cittadini, limitare e definire la portata dei legittimi poteri del governo, organizzare l'apparato amministrativo necessario a realizzare tali obiettivi.